# À
Ne doit pas être confondu avec la lettre cyrillique a accent grave А̀.
Cette page contient des caractères spéciaux ou non latins. S’ils s’affichent mal (▯, ?, etc.), consultez la page d’aide Unicode.
 (janvier 2016).
Si vous disposez d'ouvrages ou d'articles de référence ou si vous connaissez des sites web de qualité traitant du thème abordé ici, merci de compléter l'article en donnant les références utiles à sa vérifiabilité et en les liant à la section « Notes et références ».
À, ou A accent grave, est un graphème utilisé dans les alphabets du catalan, de l'occitan, du français, du québécois, du gaélique écossais, du galicien, de l’italien, du portugais, du tshiluba et du vietnamien comme variante de la lettre « A ». Il s’agit de la lettre A diacritée d'un accent grave.

## Utilisation
- Occitan : le ‹ à › est utilisé pour indiquer qu'il porte l'accent tonique et se prononce [a]. Il est donc différent du ‹ á › qui marque aussi l'accent tonique mais se prononce [ɔ], [ɒ], [e] ou [ɛ]. L’‹ a › sans accent se prononce généralement [a] en position tonique ou prétonique et [ɔ] en position post-tonique.
- Français : le ‹ à › est utilisé pour différencier les homonymes (a et à, ça et çà, la et là), et les dérivés des mots et expressions qui le comportent (au-delà, en deçà, çà et là, etc.), exception faite - étrangement - de cela (qui en toute logique devrait s'écrire *celà). Son usage est donc purement diacritique, contrairement au ‹ â › qui possède également un rôle phonologique (/mɑ/ pour mât et /ma/ pour ma). Voir accent grave en français.
- Italien : le ‹ à › se prononce /a/ tout comme le ‹ a ›  sans accent. De même qu'en français, son usage n'est donc pas phonologique. L'accent grave surmonte soit le ‹ a › d’une syllabe finale accentuée (ex. : libertà, verità), soit le ‹ a › d'un clitique possédant un homonyme (la et là). Par ailleurs, tout mot se terminant par une voyelle accentuée est invariable en italien (la realtà è reale ; le realtà sono reali). Le ‹ à › possède donc une fonction diacritique et - dans le cas des noms - grammaticale.
- portugais : le ‹ à › est toujours atone. Il se réalise donc /ɐ/ au Portugal et /ɐ/ ou /a/ au Brésil. On le trouve dans à, àquele, àqueles, àquela et àquelas. Il indique une ancienne crase (cf. les graphies archaïques aa, aaquele, etc.). Dans le cas du mot à, il s'agit de la contraction de la préposition a (« à ») et de l'article défini a (« la ») : à signifie donc « à la ». Dans le cas du mot aquele et de ses formes fléchies, le principe est le même : contraction de la préposition a avec le pronom aquele (« celui-là ») : par exemple, àquelas signifie « à celles-là ».

### Usage anglais
Le à sert  à dénoter une quantité distributive, par exemple 5 apples à $1 (« un dollar "chaque" 5 pommes »), cet usage est fondé sur la préposition française à et a pour évolution le signe @. On retrouve parfois le à dans la dénomination de certains individus (e.x. Thomas à Kempis, Mary Anne à Beckett, Gilbert Abbott à Beckett, Gilbert Arthur à Beckett, Arthur William à Beckett, William à Beckett).

### Langues à tons
Dans plusieurs langues tonales le ‹ à › représente le même son que le ‹ a › et l’accent grave indique le ton bas. Mais il y a d’autres utilisations :
- Vietnamien : ‹ à › représente le ton bas trainant de ‹ a ›.
- Hanyu pinyin : ‹ à › indique le ton descendant de ‹ a ›

## Représentations informatiques
Pour taper un « À » sur un clavier AZERTY, il existe au moins deux combinaisons de touches :
- Maintenir Alt, taper 0, 1, 9, 2 ;
- Verrouiller les majuscules avec la touche "Maj", parfois symbolisée par un verrou (un voyant s'allume lorsque les majuscules sont verrouillées), Maintenir Alt Gr, taper ` (chiffre 7 de la rangée numérique), relâcher Alt Gr, taper A.

Le A accent grave peut être représenté avec les caractères Unicode suivants :
- précomposé (supplément Latin-1)[1]

| Forme     | Représentation | Chaîne de caractères | Point de code | Description                            |
| --------- | -------------- | -------------------- | ------------- | -------------------------------------- |
| capitale  | À              | À                    | U+00C0        | lettre majuscule latine a accent grave |
| minuscule | à              | à                    | U+00E0        | lettre minuscule latine a accent grave |

- décomposé (latin de base, diacritiques)

| Forme     | Représentation | Chaîne de caractères | Point de code | Description                                        |
| --------- | -------------- | -------------------- | ------------- | -------------------------------------------------- |
| capitale  | À              | A◌̀                   | U+0041 U+0300 | lettre majuscule latine a diacritique accent grave |
| minuscule | à              | a◌̀                   | U+0061 U+0300 | lettre minuscule latine a diacritique accent grave |

Il peut aussi être représenté dans des anciens codages, ISO/CEI 8859-1, 2, 3, 4, 9, 10, 14, 15 et 16 :
- capitale À : C0
- minuscule à : E0

Il peut aussi être représenté avec des entités HTML :
- capitale À : &Agrave;
- minuscule à : &agrave;

## Saisie au clavier
Les dispositions de clavier standard PC belge, français et suisse ne possèdent pas de touche spécifique pour saisir la lettre ‹ À ›. Mais il est possible de le saisir à l’aide de séquences de touches utilisant une touche morte.
Avec la disposition de clavier belge :
- Saisir la séquence Alt Gr + μ, Maj + a pour ‹ À › et appuyer sur la touche à pour la minuscule ‹ à ›.

Avec la disposition de clavier français :
- Saisir la séquence Alt Gr + è, Maj + a pour ‹ À › et appuyer sur la touche à pour la minuscule ‹ à ›.

Avec la disposition de clavier suisse français :
- Saisir la séquence Alt Gr + ^, Maj + a pour ‹ À › et appuyer sur la touche à pour la minuscule ‹ à ›.

Alternativement, les combinaisons de touche Alt peuvent aussi être utilisées :
- Lorsque la page de code Windows-1252 est utilisée (le défaut en français), maintenir la touche Alt + 192 pour ‹ À › et  Alt + 224 pour ‹ à ›.
- Lorsque la page de code 850 est utilisée, saisir la séquence la Alt + 183 pour ‹ À › et  Alt + 133 pour ‹ à ›.